# Zéro absolu (bande dessinée)
Pour les articles homonymes, voir Absolu.
Cet article concerne une bande dessinée. Pour la notion de physique, voir Zéro absolu.
Zéro absolu est une série de bande dessinée de science-fiction écrite par Richard Marazano et dessinée par Christophe Bec. Ses trois albums ont été publiés par Soleil entre 1997 et 1999.

## Albums
- Zéro Absolu, Soleil :

1. Premier Acte, 1997  (ISBN 2-87764-657-2). Réédité en 2006 dans la collection « Mondes futurs » sous le titre Programme Siberia.
2. Deuxième Acte, 1998  (ISBN 2-87764-808-7). Réédité en 2006 dans la collection « Mondes futurs » sous le titre ASOR3 Psycho.
3. Troisième Acte, 1999  (ISBN 2-87764-934-2). Réédité en 2006 dans la collection « Mondes futurs » sous le titre Incarnations.

- Zéro absolu (intégrale), Soleil, 2000  (ISBN 2-84565-053-1).
- Zéro absolu (intégrale), Soleil, 2019  (ISBN 978-2-302-07884-0).